# 盧氏絲隆頭魚
盧氏絲隆頭魚，又稱盧氏絲鰭鸚鯛，為輻鰭魚綱鱸形目隆頭魚亞目隆頭魚科的其中一種，分布於中西太平洋的菲律賓及西里伯斯海域，棲息深度4-45公尺，本魚體色多變，成魚從桃紅色到鮮紅色或紫色，背鰭時常鮮黃色，背鰭硬棘11枚，背鰭軟條9枚，臀鰭硬棘3枚，臀鰭軟條9枚，體長可達8公分，棲息在珊瑚礁海域，以浮游生物為食，生活習性不明，可做為觀賞魚。

## 擴展閱讀
維基物種上的相關：盧氏絲隆頭魚